# جوردن ميكنر
جوردن ميكنر (بالإنجليزية:Jordan Mechner) (ولد في 5 يونيو عام 1964) هو مصمم ألعاب فيديو ، كاتب عمومي ، كاتب سيناريو وصانع أفلام أمريكي . اشتهر بصنعه سلسلة ألعاب الفيديو أمير بلاد فارس . ولد في مدينة نيويورك، وتخرج من جامعة ييل وحاصل على بكالوريوس في علم النفس عام 1985 . أولى ألعابه كانت كاراتيكا (Karateka) في 1984 وثاني ألعابه كانت لعبة أمير بلاد فارس (Prince of Persia) التي صدرت في 1989 .

## من أعماله
- برنس أوف بيرشيا: ذا ساندز أوف تايم - لعبة فيديو (2003)
- أمير فارس: رمال الزمن(فيلم) - (2010)

## روابط خارجية
- جوردن ميكنر على موقع IMDb (الإنجليزية)
- جوردن ميكنر على موقع قاعدة بيانات الفيلم (الإنجليزية)